# Coquille d'argent de la meilleure réalisation
 (décembre 2021).
La Coquille d'argent de la meilleure réalisation (espagnol : Concha de Plata al Mejor Director ; basque : Zuzendari Onenaren Zilarrezko Maskorra) est une des principales récompenses attribuée au Festival de Saint-Sébastien au réalisateur d'un film en compétition.

## Palmarès
| Année | Réalisateur                                          | Film                             | Titre original                                        |
| ----- | ---------------------------------------------------- | -------------------------------- | ----------------------------------------------------- |
| 1953  | Rafael Gil                                           | Hommes en détresse               | La Guerra de Dios                                     |
| 1954  | Pedro Lazaga                                         | La patrulla                      |                                                       |
| 1955  | Non décerné                                          | Non décerné                      | Non décerné                                           |
| 1956  | Pietro Germi                                         | Le Disque rouge                  | Il ferroviere                                         |
| 1957  | Alfréd Radok                                         | Dedécek automobil                |                                                       |
| 1957  | Otto Wilhelm Fischer                                 | L'amour ne meurt jamais          | Ich suche Dich                                        |
| 1958  | Mario Monicelli,                                     | Le Pigeon                        | I soliti ignoti                                       |
| 1958  | Alfred Hitchcock                                     | Sueurs froides                   | Vertigo                                               |
| 1959  | Alfred Hitchcock                                     | La Mort aux trousses             | North by Northwest                                    |
| 1959  | Folco Quilici                                        | Dagli Appennini alle Ande        |                                                       |
| 1960  | Sidney Lumet                                         | L'Homme à la peau de serpent     | The Fugitive Kind                                     |
| 1961  | Alberto Lattuada                                     | L'Imprévu                        | L'imprevisto                                          |
| 1962  | Mauro Bolognini                                      | Quand la chair succombe          | Senilità                                              |
| 1963  | Robert Enrico                                        | La Belle Vie                     |                                                       |
| 1964  | Miguel Picazo                                        | La tía Tula                      |                                                       |
| 1965  | Mario Monicelli                                      | Casanova 70                      |                                                       |
| 1966  | Mauro Bolognini                                      | Mademoiselle de Maupin           | Madamigella di Maupin                                 |
| 1967  | Janusz Morgenstern                                   | Yowita                           |                                                       |
| 1968  | Peter Collinson                                      | Un jour parmi tant d'autres      | The Long Day's Dying                                  |
| 1969  | Non décerné                                          | Non décerné                      | Non décerné                                           |
| 1970  | Non décerné                                          | Non décerné                      | Non décerné                                           |
| 1971  | Non décerné                                          | Non décerné                      | Non décerné                                           |
| 1972  | Non décerné                                          | Non décerné                      | Non décerné                                           |
| 1973  | Non décerné                                          | Non décerné                      | Non décerné                                           |
| 1974  | Non décerné                                          | Non décerné                      | Non décerné                                           |
| 1975  | Non décerné                                          | Non décerné                      | Non décerné                                           |
| 1976  | Non décerné                                          | Non décerné                      | Non décerné                                           |
| 1977  | Alf Brustellin et Bernhard Sinkel                    | Der Mädchenkrieg                 |                                                       |
| 1978  | Manuel Gutiérrez Aragón                              | Sonámbulos                       |                                                       |
| 1979  | Pál Gábor                                            | L'Éducation de Véra              | Angi Vera                                             |
| 1980  | Non décerné                                          | Non décerné                      | Non décerné                                           |
| 1981  | Non décerné                                          | Non décerné                      | Non décerné                                           |
| 1982  | Non décerné                                          | Non décerné                      | Non décerné                                           |
| 1983  | Non décerné                                          | Non décerné                      | Non décerné                                           |
| 1984  | Valeria Sarmiento                                    | Notre mariage                    |                                                       |
| 1985  | Francisco Lombardi                                   | La Ville et les Chiens           | La ciudad y los perros                                |
| 1986  | Axel Corti                                           | Welcome in Vienna                |                                                       |
| 1987  | Dominique Deruddere                                  | L'amour est un chien de l'enfer  | Crazy Love                                            |
| 1988  | Gonzalo Suárez                                       | Remando al viento                |                                                       |
| 1989  | Miroslaw Bork                                        | Konsul                           |                                                       |
| 1990  | Joel Coen                                            | Miller's Crossing                |                                                       |
| 1991  | Bruce McDonald                                       | Highway 61                       |                                                       |
| 1992  | Goran Marković                                       | Tito et moi                      | Тито и ја, Tito i ja                                  |
| 1993  | Philippe Lioret                                      | Tombés du ciel                   |                                                       |
| 1994  | Danny Boyle                                          | Petits Meurtres entre amis       | Shallow Grave                                         |
| 1995  | Mike Figgis                                          | Leaving Las Vegas                |                                                       |
| 1996  | Francisco Lombardi                                   | Bajo la piel                     |                                                       |
| 1997  | Claude Chabrol                                       | Rien ne va plus                  |                                                       |
| 1998  | Fernando León de Aranoa                              | Barrio                           |                                                       |
| 1999  | Zhang Yang                                           | Shower                           |                                                       |
| 1999  | Michel Deville                                       | La Maladie de Sachs              |                                                       |
| 2000  | Reza Parsa                                           | Before the storm                 | Före Stormen                                          |
| 2001  | Jean-Pierre Améris                                   | C'est la vie                     |                                                       |
| 2002  | Chen Kaige                                           | L'Enfant au violon               | 和你在一起 (Hé nǐ zài yīqǐ)                           |
| 2003  | Bong Joon-ho                                         | Memories of Murder               | 살인의 추억 (Sa-lin-eui chu-eok)                      |
| 2004  | Xu Jinglei                                           | Lettre d'une femme inconnue      | 一个陌生女人的来信 (Yī Gè Mò Shēng Nǚ Rén De Lái Xìn) |
| 2005  | Zhang Yang                                           | Sunflower                        | 向日葵 (Xiàngrìkuí)                                   |
| 2006  | Tom DiCillo                                          | Delirious                        |                                                       |
| 2007  | Nick Broomfield                                      | Battle for Haditha               |                                                       |
| 2008  | Michael Winterbottom                                 | Un été italien                   | Genova                                                |
| 2009  | Javier Rebollo                                       | La mujer sin piano               |                                                       |
| 2010  | Raoul Ruiz                                           | Mystères de Lisbonne             | Mistérios de Lisboa                                   |
| 2011  | Fílippos Tsítos                                      | Unfair World                     |                                                       |
| 2012  | Fernando Trueba                                      | L'Artiste et son modèle          | El artista y la modelo                                |
| 2013  | Fernando Eimbcke                                     | Club Sándwich                    |                                                       |
| 2014  | Carlos Vermut                                        | La niña de fuego                 |                                                       |
| 2015  | Joachim Lafosse                                      | Les Chevaliers blancs            |                                                       |
| 2016  | Hong Sang-soo                                        | Yourself and Yours               | 당신 자신과 당신의 것                                 |
| 2017  | Anahí Berneri                                        | Alanis                           |                                                       |
| 2018  | Benjamín Naishtat                                    | Rojo                             |                                                       |
| 2019  | Jon Garaño, Aitor Arregi Galdos et Jose Mari Goenaga | Une vie secrète                  | La trinchera infinita                                 |
| 2020  | Dea Kulumbegashvili                                  | Au commencement                  |                                                       |
| 2021  | Tea Lindeburg                                        | La Dernière Nuit de Lise Broholm | Du som er i himlen                                    |
| 2022  | Genki Kawamura                                       | N'oublie pas les fleurs          | 百花 (Hyakka)                                         |
| 2023  | Tzu-Hui Peng et Ping-Wen Wang                        | A Journey in Spring              |                                                       |